# تپه سه گابی D
تپه سه گابی D مربوط به دوره اشکانیان است و در شهرستان تویسرکان، بخش قلقل رود، روستای سه گابی واقع شده و این اثر در تاریخ ۲۴ اسفند ۱۳۸۳ با شمارهٔ ثبت ۱۱۴۰۷ به‌عنوان یکی از آثار ملی ایران به ثبت رسیده است.